# Карафа делла Спина, Карло
Карло Карафа делла Спина (итал. Carlo Carafa della Spina; 21 апреля 1611, Рим, Папская область — 19 октября 1680, там же) — итальянский куриальный кардинал, папский дипломат, доктор обоих прав и театинец. Епископ Аверсы с 13 июля 1644 по 6 июня 1665. Апостольский нунций в Швейцарии с 18 января 1653 по 31 октября 1654. Апостольский нунций в Венеции с 31 октября 1654 по 13 августа 1658. Апостольский нунций в Австрии с 13 августа 1658 по 1 декабря 1664. Апостольский легат в Болонье с 22 апреля 1664 по 6 декабря 1669. Камерленго Священной Коллегии кардиналов с 24 февраля 1676 по 10 января 1678. Кардинал-священник с 14 января 1664, с титулом церкви Санта-Сузанна с 13 апреля 1665 по 27 мая 1675. Кардинал-священник с титулом церкви Санта-Мария-ин-Виа с 27 мая 1675 по 19 октября 1680.